# پاناسونیک لومیکس دی‌ام‌سی-جی‌اف۱
پاناسونیک لومیکس دی‌ام‌سی-جی‌اف۱ (به انگلیسی: Panasonic Lumix DMC-GF1) یک دوربین عکاسی ساخت شرکت پاناسونیک است.